# Bettina Brandi

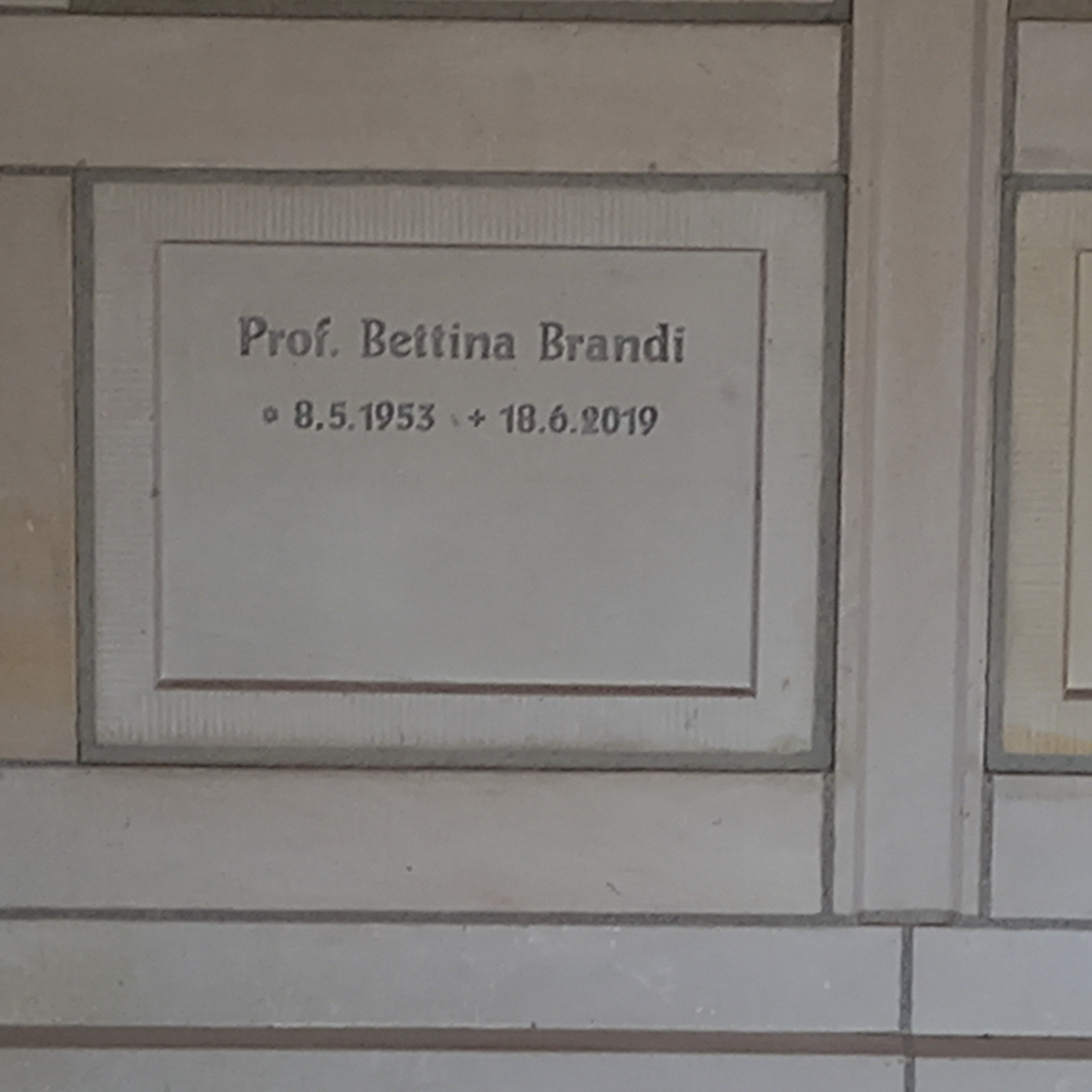
Das Grab von Bettina Brandi auf dem Stadtgottesacker in Halle

Bettina Brandi (* 8. Mai 1953 in Bottrop; † 18. Juni 2019 in Halle (Saale)) war eine deutsche Theaterwissenschaftlerin.

## Leben
Bettina Brandi studierte an der Freien Universität Berlin Theaterwissenschaft, Germanistik und Italienische Literatur und durchlief ein Zusatzausbildung in Medienpädagogik und Medienassistenz. Von 1994 bis 2013 lehrte sie als Professorin an der Hochschule Merseburg Theater- und Medienpädagogik. In Merseburg gründete sie 1996 das TAC (Theater am Campus) das sie bis 2013 leitete.
Sie war als Dozentin in der politischen Jugendbildung und bürgernahen Medienarbeit tätig. 1997 war sie Gründungsvorsitzende und bis 2009 Vorstandsmitglied des Senders Offener Kanal Merseburg-Querfurt e.V. Sie übernahm von 2000 bis 2004 die wissenschaftliche Leitung des kulturpädagogischen Qualifizierungsprojektes „DOMINO Zivilcourage im Rampenlicht“ bei „XENOS Leben und Arbeiten in Vielfalt“ mit internationalen Partnern im Raum Merseburg-Halle/S.

## Werke (Auswahl)
- René Angelstein, Bettina Brandi Bettina (Hrsg.): Zwischen den Künsten. Beiträge zu Kunst und Kultur. Merseburg: Hochschulverlag 2018.
- Johann Bischoff und Bettina Brandi (Hrsg.):  Expertisen des Alltags. Versuche über das Volkstheater auf der Bühne, im Fernsehen und Öffentlichen Raum. Aachen 2013.
- Johann Bischoff und Bettina Brandi (Hrsg.): Räume im Dazwischen. Kultur trifft Schule. (Merseburger Medienpädagogische Schriften. 6.) Aachen 2010. ISBN 3-83228860-0
- Johann Bischoff und Bettina Brandi (Hrsg.): Theater, Medien, Polis. Kulturpädagogik im gesellschaftlichen Engagement. (Merseburger Medienpädagogische Schriften. 3.)  Aachen 2006.